# Срэ
Срэ (кохо, кэхо) — крупный этнос, проживающий во вьетнамской профинции Ламдонг. Входят в группу мон-кхмерских народов. Как и все входящие в эту группу, считаются горными кхмерами, хотя являются близкими равнинным кхмерам в большей степени, нежели остальные горные кхмеры. В их среде всё ещё сохраняются пережитки общинных и племенных объединений. Вообще, у срэ до сих пор очень сильно влияние традиций, как и у большинства этносов Вьетнама. Словами «срэ» и «кэхо» обозначают как отдельный народ, так и совокупность народов (лазя, тэлоп, тэла, тринг, тил, тола, ноп).

## Язык
Кохо (используется во Вьетнаме в качестве официального: вьет. Người Cơ Ho) — тямское название группы народов с юга Центрального плато, а срэ — диалекта. Самоназвание — [kɔn.caw].

## История
Общая численность кэхо — 207 500 человек во Вьетнаме и несколько тысяч во Франции и США. Большинство кэхо проживают на юге Центрального плато, в провинции Ламдонг, некоторые живут в отдельных поселениях в соседних провинциях. Рельеф этих мест сложный: здесь находятся гора Лангбиан высотой 2200 м, плато Далат и Дилинь, которые разделяет долина Дадынг (Đa Đưng); на юге плато Дилинь расположены горы высотой до 1000 м. В то же время красные вулканические почвы региона дают высокие урожаи.
Французская колониальная администрация поддерживала со срэ плотный контакт ещё с конца XIX столетия; по землям собственно срэ было проложено Национальное шоссе 20, там же был основан курорт Далат.
Во время Вьетнамской войны на землях кэхо не проходило крупных сражений. Вместе с тем в военные годы американские власти насильственно переселили множество кэхо в «стратегические деревни», а затем объявили официально расформированные деревни зоной свободного огня. Многие из оставшихся на исконных землях погибли.
После объединения страны доля вьетского населения в Ламдонге стала быстро расти из-за официальной политики переселения вьетов в высокогорные провинции

## Религия
Исконные верования — анимизм и аграрные культы; с XIX века срэ обращали в христианство сперва французы, а затем американцы.

## Хозяйство
Хорошее развитие получили земледелие, скотоводство, гончарство. Важное место в жизни срэ занимает культура рисоводства.

### Комментарии
1. ↑  В отличие от объединения народов